# Argilos
Argilos (en grec ancien : Ἄργιλος) est un site archéologique, situé en Grèce du nord. C'était une colonie d'Andros, fondée en 655-654 avant notre ère.

## Localisation
La cité antique d'Argilos se trouve à l'est de la péninsule de Chalcidique et à l'ouest du fleuve Strymon, à proximité immédiate de la mer (golfe Strymonique). Elle est voisine de la colonie athénienne d'Amphipolis, située sur la rive orientale du Strymon. Argilos était en Bisaltie tandis qu'Amphipolis était en Édonide, la limite entre ces deux régions étant constituée par le cours du Strymon.
Aujourd'hui, le site se trouve à environ trois kilomètres au sud-ouest du village de Néa Kerdýlia (Νέα Κερδύλια), établi sur la rive occidentale de l'embouchure du Strymon ; ce village dépend du dème d'Amphipolis.
Le site a été identifié par Paul Perdrizet en 1894. Il le décrit ainsi : « Palæo-Castro, qui n'a été indiqué, je crois, par aucun voyageur, mérite une description. C'est une acropole d'une douzaine d'hectares, de forme à peu près triangulaire, le sommet tourné vers la mer, et la base plus élevée que le sommet. Des ravins l'isolent de tous côtés ; la raideur, sinon la hauteur des pentes, en fait une position assez forte. » Il constate la présence de vestiges (céramique, blocs de pierre).

## Histoire
Selon Thucydide, Argilos était une fondation d'Andros en 654 av. J.-C..
Hérodote raconte que lorsque l'armée perse de Xerxès Ier envahit la Grèce, lors de la deuxième guerre médique (480 av. J.-C.), la première ville qu'elle rencontra après la traversée du Strymon fut Argilos.
La ville a souffert de la concurrence de sa voisine, fondée plus tard mais devenue plus prospère, Amphipolis. Lorsque, au cours de la guerre du Péloponnèse, le général spartiate Brasidas fait campagne en Macédoine pour y affaiblir les positions d'Athènes, il reçoit, à la fin de l'année 424 av. J.-C., le soutien de troupes d'Argilos pour obtenir la reddition d'Amphipolis.

## Fouilles

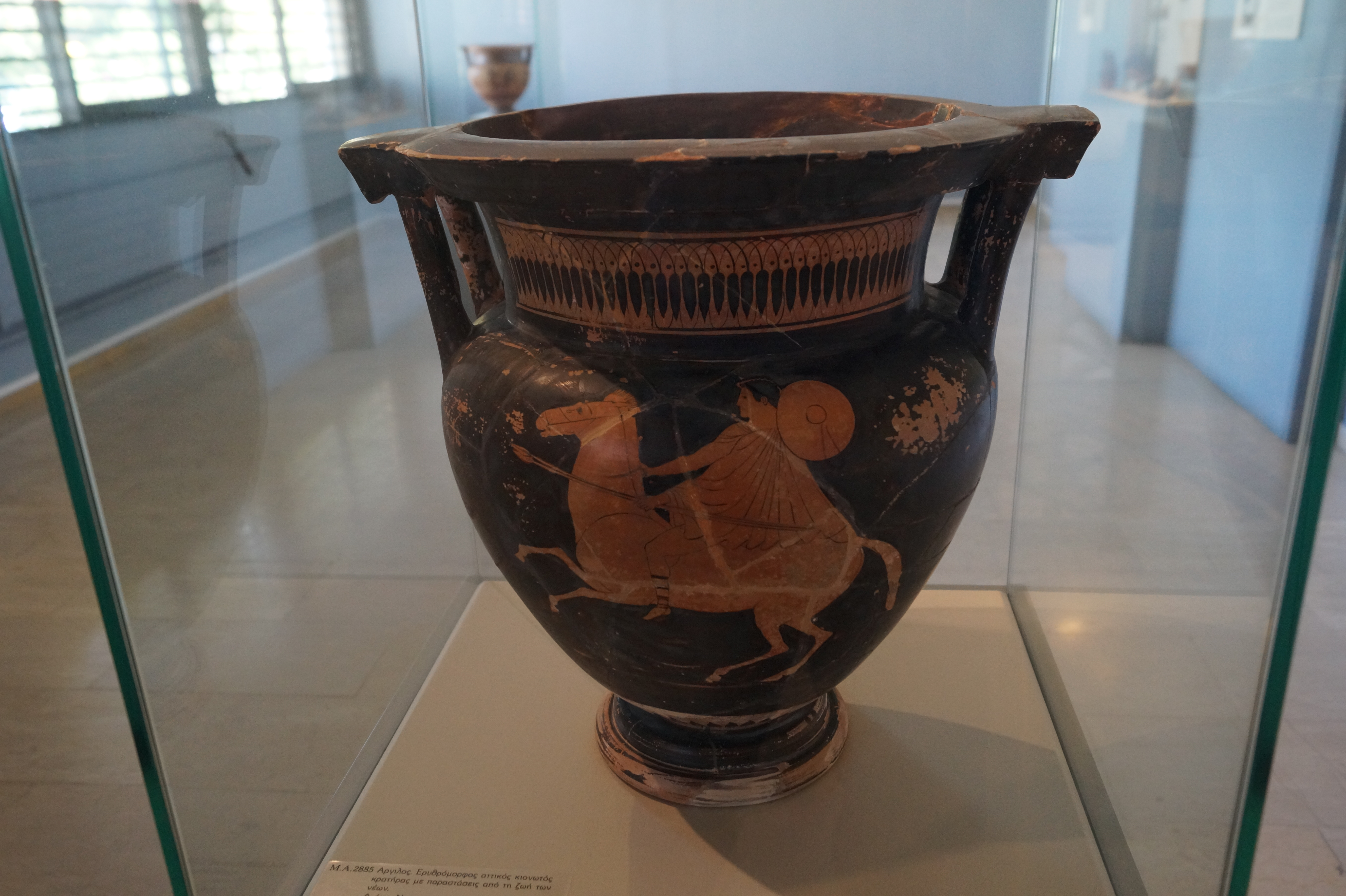
Cratère à colonnettes à figures rouges provenant d'Argilos. Vers 475-450 av. J.-C. Musée archéologique d'Amphipolis.

Quelques tombes ont été fouillées à la fin des années 1970 par les services archéologiques grecs, mais l'exploration systématique n'a commencé qu'en 1992 grâce à une mission archéologique gréco-canadienne, associant l'éphorie des Antiquités préhistoriques et classiques de Kavala et l'université de Montréal, sous la direction de Zisis Bonias et de Jacques Perreault. Plusieurs dizaines d'étudiantes et d'étudiants prennent part aux fouilles. De 1992 à 2024, entre 1000 et 1500 objets sont découverts. En 2023, une bouillote en argile est découverte dans les ruines d'un bâtiment, conduisant les archéologues à faire l'hypothèse qu'il s'agissait d'un dispensaire ou d'un petit hôpital.
Les objets découverts sur le site sont conservés dans les musées archéologique d'Amphipolis et de Serrès.